# Distretto di Cox's Bazar
Il distretto di Cox's Bazar è un distretto del Bangladesh situato nella divisione di Chittagong. Si estende su una superficie di 2.491,86 km² e conta una popolazione di 2.289.990 abitanti (dato censimento 2011).

## Suddivisioni amministrative
Il distretto si suddivide nei seguenti sottodistretti (upazila):
- Chakaria
- Cox's Bazar Sadar
- Kutubdia
- Maheshkhali
- Ramu
- Teknaf
- Ukhia
- Pekua